# Ptinus catalonicus
Ptinus catalonicus is een keversoort uit de familie klopkevers (Ptinidae). De wetenschappelijke naam van de soort werd in 2002 gepubliceerd door Xavier Bellés.